# جو کواچ
جو کواچ (انگلیسی: Joe Kovacs؛ زادهٔ ۲۸ ژوئن ۱۹۸۹) یک پرتاب‌گر وزنه اهل ایالات متحده آمریکا است. از افتخارات وی می‌توان به کسب مدال طلا پرتاب وزنه در ۲۰۱۵ پکن اشاره کرد.